# Список воевод России в 1606 году
Царствование: 1605—1606 — Лжедмитрий I и 1606—1610 — Василий IV Иванович Шуйский
| Года      | Город             | Ф,И,О воеводы                 | Примечания             |
| --------- | ----------------- | ----------------------------- | ---------------------- |
| 1606-1608 | Берёзов           | Черкасский Пётр Ахамашукович  |                        |
| 1606-1614 | Верхотурье        | Годунов Степан Степанович     |                        |
| 1606      | Волок Пинежский   | Назарьев Иван                 | Выборный земский судья |
| 1606      | Галич Костромской | Чередов Фёдор Васильевич      |                        |
| 1606      | Двинская область  | Чепчугов Иван Никифорович     |                        |
| 1606      | Туруханск         | Нелединский Иван              |                        |
| 1601-1614 | Нарымский острог  | Хлопов Мирон Тимофеевия       |                        |
| 1606-1607 | Пермь Великая     | Вяземский Семён Юрьевич       |                        |
| 1606-1607 | Рославль          | Мосальский Дмитрий Васильевич |                        |
| 1606-1607 | Сольвычегодск     | Якушкин Шарап Семёнович       |                        |
| 1606      | Тарский острог    | Гагарин Сила Иванович         |                        |
| 1606-1607 | Тобольский острог | Троекуров Роман Фёдорович     |                        |
| 1602-1614 | Томск             | Волынский Василий Васильевич  |                        |
| 1606-1609 | Туринск           | Годунов Иван Никитич          |                        |
| 1606-1610 | Устюг Великий     | Стрешнев Иван Филиппович      |                        |

| Наименование полка | Ф,И,О воеводы | Примечания |
| ------------------ | ------------- | ---------- |
| Государев полк     |               |            |
| Большой полк       |               |            |
| Передовой полк     |               |            |
| Сторожевой полк    |               |            |
| Полк правой руки   |               |            |
| Полк левой руки    |               |            |

## См.также
- Воевода
- Воеводы русские
- Список глав государств в 1606 году